# Olympus Rupes
Olympus Rupes es el nombre de un grupo contiguo de fallas geológicas sobre la superficie de Marte. Olympus Rupes está localizada con el sistema de coordenadas centrados en 23.28 grados de latitud Norte y 230.91 grados de longitud Este. El nombre fue aprobado por la Unión Astronómica Internacional en 1976 y hace referencia al monte Olimpo, lugar donde residen los dioses griegos.